# ATP Finals
De ATP Finals is een tennistoernooi voor mannen aan het eind van het seizoen. Alleen de acht beste tennissers uit het enkelspel en teams uit het dubbelspel van het betreffende seizoen mogen deelnemen, en het toernooi staat dan ook bekend als het officieuze wereldkampioenschap van het tennis.
Recordhouder is de Serviër Novak Đoković met zeven overwinningen. Gevolgd door de Zwitser Roger Federer met zes overwinningen.
De Amerikaan Pete Sampras en de geboren Tsjechoslowaak, maar tot Amerikaan genaturaliseerde Ivan Lendl wonnen het enkelspeltoernooi elk vijf maal. Daarna volgt de Roemeen Ilie Năstase met vier zeges. In 1973 bereikte de Nederlander Tom Okker de finale, die hij verloor van diezelfde Năstase.
In het dubbelspel is het Amerikaanse duo Peter Fleming en John McEnroe recordhouder met zeven titels, nota bene op een rij: vanaf 1978 tot en met 1984. De eerste twee jaren daarvan klopten ze in de finale onder anderen voornoemde Tom Okker. Diens landgenoten Jacco Eltingh en Paul Haarhuis wonnen het toernooi nadien tweemaal: in 1993 en 1998.
Het toernooi begon in 1970 onder de naam "The Masters". Met de totstandkoming van de ATP werd de naam in 1990 veranderd in "ATP Tour World Championship". Vanaf 2000 tot en met 2008 heette het de "Tennis Masters Cup", en vanaf 2009 tot en met 2016 was de naam van het toernooi de "ATP World Tour Finals". In 2017 verkortte de ATP de naam naar ATP Finals. van 2009 tot en met 2020 was Londen de toernooilocatie. In 2021 verhuizen de ATP Finals voor vijf jaar naar de Italiaanse stad Turijn.
Tot en met 2007 (met uitzondering van 1970-1971, 1977-1979 en 2004) werd de enkelspelfinale gespeeld als een "best of five sets", dit wil zeggen naar drie gewonnen sets. Sinds 2008 is het een "best of three sets", dit wil zeggen naar twee gewonnen sets.
Een soortgelijk kampioenschap bij de vrouwen is de WTA Finals.

## Enkelspel
| Jaar                         | Locatie     | Ondergrond    | Winnaar            | Verliezer             | Score                                              |
| The Masters                  | The Masters | The Masters   | The Masters        | The Masters           | The Masters                                        |
| ---------------------------- | ----------- | ------------- | ------------------ | --------------------- | -------------------------------------------------- |
| 1970                         | Tokio       | Tapijt (i)    | Stan Smith         | Rod Laver             | Groepsfase                                         |
| 1971                         | Parijs      | Hardcourt (i) | Ilie Năstase       | Stan Smith            | Groepsfase                                         |
| 1972                         | Barcelona   | Hardcourt (i) | Ilie Năstase       | Stan Smith            | 6-3, 6-2, 3-6, 2-6, 6-3                            |
| 1973                         | Boston      | Hardcourt (i) | Ilie Năstase       | Tom Okker             | 6-3, 7-5, 4-6, 6-3                                 |
| 1974                         | Melbourne   | Gras          | Guillermo Vilas    | Ilie Năstase          | 7-6, 6-2, 3-6, 6-4                                 |
| 1975                         | Stockholm   | Tapijt (i)    | Ilie Năstase       | Björn Borg            | 6-2, 6-2, 6-1                                      |
| 1976                         | Houston     | Tapijt (i)    | Manuel Orantes     | Wojtek Fibak          | 5-7, 6-2, 0-6, 7-6, 6-1                            |
| 1977                         | New York    | Tapijt (i)    | Jimmy Connors      | Björn Borg            | 6-4, 1-6, 6-4                                      |
| 1978                         | New York    | Tapijt (i)    | John McEnroe       | Arthur Ashe           | 6-7, 6-3, 7-5                                      |
| 1979                         | New York    | Tapijt (i)    | Björn Borg         | Vitas Gerulaitis      | 6-2, 6-2                                           |
| 1980                         | New York    | Tapijt (i)    | Björn Borg         | Ivan Lendl            | 6-4, 6-2, 6-2                                      |
| 1981                         | New York    | Tapijt (i)    | Ivan Lendl         | Vitas Gerulaitis      | 6-7, 2-6, 7-6, 6-2, 6-4                            |
| 1982                         | New York    | Tapijt (i)    | Ivan Lendl         | John McEnroe          | 6-4, 6-4, 6-2                                      |
| 1983                         | New York    | Tapijt (i)    | John McEnroe       | Ivan Lendl            | 6-3, 6-4, 6-4                                      |
| 1984                         | New York    | Tapijt (i)    | John McEnroe       | Ivan Lendl            | 7-5, 6-0, 6-4                                      |
| 1985                         | New York    | Tapijt (i)    | Ivan Lendl         | Boris Becker          | 6-2, 7-6, 6-3                                      |
| 1986                         | New York    | Tapijt (i)    | Ivan Lendl         | Boris Becker          | 6-4, 6-4, 6-4                                      |
| 1987                         | New York    | Tapijt (i)    | Ivan Lendl         | Mats Wilander         | 6-2, 6-2, 6-3                                      |
| 1988                         | New York    | Tapijt (i)    | Boris Becker       | Ivan Lendl            | 5-7, 7-6, 3-6, 6-2, 7-6                            |
| 1989                         | New York    | Tapijt (i)    | Stefan Edberg      | Boris Becker          | 4-6, 7-6, 6-3, 6-1                                 |
| ATP Tour World Championships |             |               |                    |                       |                                                    |
| 1990                         | Frankfurt   | Tapijt (i)    | Andre Agassi       | Stefan Edberg         | 5-7, 7-6, 7-5, 6-2                                 |
| 1991                         | Frankfurt   | Tapijt (i)    | Pete Sampras       | Jim Courier           | 3-6, 7-6, 6-3, 6-4                                 |
| 1992                         | Frankfurt   | Tapijt (i)    | Boris Becker       | Jim Courier           | 6-4, 6-3, 7-5                                      |
| 1993                         | Frankfurt   | Tapijt (i)    | Michael Stich      | Pete Sampras          | 7-6, 2-6, 7-6, 6-2                                 |
| 1994                         | Frankfurt   | Tapijt (i)    | Pete Sampras       | Boris Becker          | 4-6, 6-3, 7-5, 6-4                                 |
| 1995                         | Frankfurt   | Tapijt (i)    | Boris Becker       | Michael Chang         | 7-6, 6-0, 7-6                                      |
| 1996                         | Hannover    | Tapijt (i)    | Pete Sampras       | Boris Becker          | 3-6, 7-6, 7-6, 6-7, 6-4                            |
| 1997                         | Hannover    | Hardcourt (i) | Pete Sampras       | Jevgeni Kafelnikov    | 6-3, 6-2, 6-2                                      |
| 1998                         | Hannover    | Hardcourt (i) | Àlex Corretja      | Carlos Moyá           | 3-6, 3-6, 7-5, 6-3, 7-5                            |
| 1999                         | Hannover    | Hardcourt (i) | Pete Sampras       | Andre Agassi          | 6-1, 7-5, 6-4                                      |
| Tennis Masters Cup           |             |               |                    |                       |                                                    |
| 2000                         | Lissabon    | Hardcourt (i) | Gustavo Kuerten    | Andre Agassi          | 6-4, 6-4, 6-4                                      |
| 2001                         | Sydney      | Hardcourt (i) | Lleyton Hewitt     | Sébastien Grosjean    | 6-3, 6-3, 6-4                                      |
| 2002                         | Shanghai    | Hardcourt (i) | Lleyton Hewitt     | Juan Carlos Ferrero   | 7-5, 7-5, 2-6, 2-6, 6-4                            |
| 2003                         | Houston     | Hardcourt     | Roger Federer      | Andre Agassi          | 6-3, 6-0, 6-4                                      |
| 2004                         | Houston     | Hardcourt     | Roger Federer      | Lleyton Hewitt        | 6-3, 6-2                                           |
| 2005                         | Shanghai    | Tapijt        | David Nalbandian   | Roger Federer         | 6-7, 6-7, 6-2, 6-1, 7-6                            |
| 2006                         | Shanghai    | Hardcourt (i) | Roger Federer      | James Blake           | 6-0, 6-3, 6-4                                      |
| 2007                         | Shanghai    | Hardcourt (i) | Roger Federer      | David Ferrer          | 6-2, 6-3, 6-2                                      |
| 2008                         | Shanghai    | Hardcourt (i) | Novak Đoković      | Nikolaj Davydenko     | 6-1, 7-5                                           |
| ATP World Tour Finals        |             |               |                    |                       |                                                    |
| 2009                         | Londen      | Hardcourt (i) | Nikolaj Davydenko  | Juan Martín del Potro | 6-3, 6-4                                           |
| 2010                         | Londen      | Hardcourt (i) | Roger Federer      | Rafael Nadal          | 6-3, 3-6, 6-1                                      |
| 2011                         | Londen      | Hardcourt (i) | Roger Federer      | Jo-Wilfried Tsonga    | 6-3, 6-7(6), 6-3                                   |
| 2012                         | Londen      | Hardcourt (i) | Novak Đoković      | Roger Federer         | 7-6(6), 7-5                                        |
| 2013                         | Londen      | Hardcourt (i) | Novak Đoković      | Rafael Nadal          | 6-3, 6-4                                           |
| 2014                         | Londen      | Hardcourt (i) | Novak Đoković      | Roger Federer         | Finale is niet gespeeld i.v.m. rugblessure Federer |
| 2015                         | Londen      | Hardcourt (i) | Novak Đoković      | Roger Federer         | 6-3, 6-4                                           |
| 2016                         | Londen      | Hardcourt (i) | Andy Murray        | Novak Đoković         | 6-3, 6-4                                           |
| ATP Finals                   |             |               |                    |                       |                                                    |
| 2017                         | Londen      | Hardcourt (i) | Grigor Dimitrov    | David Goffin          | 7-5, 4-6, 6-3                                      |
| 2018                         | Londen      | Hardcourt (i) | Alexander Zverev   | Novak Đoković         | 6-4, 6-3                                           |
| 2019                         | Londen      | Hardcourt (i) | Stéfanos Tsitsipás | Dominic Thiem         | 6-7(6), 6-2, 7-6(4)                                |
| 2020                         | Londen      | Hardcourt (i) | Daniil Medvedev    | Dominic Thiem         | 4-6, 7-6(2), 6-4                                   |
| 2021                         | Turijn      | Hardcourt (i) | Alexander Zverev   | Daniil Medvedev       | 6-4, 6-4                                           |
| 2022                         | Turijn      | Hardcourt (i) | Novak Đoković      | Casper Ruud           | 7-5, 6-3                                           |
| 2023                         | Turijn      | Hardcourt (i) | Novak Đoković      | Jannik Sinner         | 6-3, 6-3                                           |
| 2024                         | Turijn      | Hardcourt (i) | Jannik Sinner      | Taylor Fritz          | 6-4, 6-4                                           |

### Meervoudige winnaars
| aantal | speler         |
| ------ | -------------- |
| 7      | Novak Đoković  |
| 6      | Roger Federer  |
| 5      | Pete Sampras   |
| 5      | Ivan Lendl     |
| 4      | Ilie Năstase   |
| 3      | John McEnroe   |
| 3      | Boris Becker   |
| 2      | Björn Borg     |
| 2      | Lleyton Hewitt |

### Winnaars per land
| aantal | land                |
| ------ | ------------------- |
| 11     | Verenigde Staten    |
| 7      | Servië              |
| 6      | Zwitserland         |
| 5      | Tsjecho-Slowakije   |
| 4      | Roemenië            |
| 4      | Duitsland           |
| 3      | Zweden              |
| 2      | Spanje              |
| 2      | Australië           |
| 2      | Argentinië          |
| 2      | Rusland             |
| 1      | Brazilië            |
| 1      | Italië              |
| 1      | Verenigd Koninkrijk |

### Enkel- en dubbelspeltitel in hetzelfde jaar
| Tennisser    | Jaar             |
| ------------ | ---------------- |
| Stan Smith   | 1970             |
| John McEnroe | 1978, 1983, 1984 |

## Dubbelspel
| Jaar                            | Locatie                 | Ondergrond              | Winnaars                            | Verliezers                           | Score                     |
| Masters Grand Prix              | Masters Grand Prix      | Masters Grand Prix      | Masters Grand Prix                  | Masters Grand Prix                   | Masters Grand Prix        |
| ------------------------------- | ----------------------- | ----------------------- | ----------------------------------- | ------------------------------------ | ------------------------- |
| 1970                            | Tokio                   | Tapijt (i)              | Stan Smith Arthur Ashe              | groepsfase                           |                           |
| 1971 – 1974                     | geen dubbelspeltoernooi | geen dubbelspeltoernooi | geen dubbelspeltoernooi             | geen dubbelspeltoernooi              | geen dubbelspeltoernooi   |
| 1975                            | Stockholm               | Tapijt (i)              | Juan Gisbert Manuel Orantes         | groepsfase                           |                           |
| 1976                            | Houston                 | Tapijt (i)              | Fred McNair Sherwood Stewart        | Brian Gottfried Raúl Ramírez         | 6-4, 5-7, 5-7, 6-4, 6-4   |
| 1977                            | New York                | Tapijt (i)              | Bob Hewitt Frew McMillan            | Robert Lutz Stan Smith               | 7-5, 7-6, 6-3             |
| 1978                            | New York                | Tapijt (i)              | Peter Fleming John McEnroe          | Wojtek Fibak Tom Okker               | 6-4, 6-2, 6-4             |
| 1979                            | New York                | Tapijt (i)              | Peter Fleming John McEnroe          | Wojtek Fibak Tom Okker               | 6-3, 7-6, 6-1             |
| 1980                            | New York                | Tapijt (i)              | Peter Fleming John McEnroe          | Peter McNamara Paul McNamee          | 6-4, 6-3                  |
| 1981                            | New York                | Tapijt (i)              | Peter Fleming John McEnroe          | Kevin Curren Steve Denton            | 6-3, 6-3                  |
| 1982                            | New York                | Tapijt (i)              | Peter Fleming John McEnroe          | Sherwood Stewart Ferdi Taygan        | 6-2, 6-2                  |
| 1983                            | New York                | Tapijt (i)              | Peter Fleming John McEnroe          | Pavel Složil Tomáš Šmíd              | 6-2, 6-2                  |
| 1984                            | New York                | Tapijt (i)              | Peter Fleming John McEnroe          | Mark Edmondson Sherwood Stewart      | 6-3, 6-1                  |
| 1985                            | New York                | Tapijt (i)              | Stefan Edberg Anders Järryd         | Joakim Nyström Mats Wilander         | 6-1, 7-6                  |
| 1986                            | Londen                  | Tapijt (i)              | Stefan Edberg Anders Järryd         | Guy Forget Yannick Noah              | 6-3, 7-6, 6-3             |
| 1987                            | Londen                  | Tapijt (i)              | Miloslav Mečíř Tomáš Šmíd           | Ken Flach Robert Seguso              | 6-4, 7-5, 6-75, 6-3       |
| 1988                            | Londen                  | Tapijt (i)              | Rick Leach Jim Pugh                 | Sergio Casal Emilio Sánchez          | 6-4, 6-3, 2-6, 6-0        |
| 1989                            | Londen                  | Tapijt (i)              | Jim Grabb Patrick McEnroe           | John Fitzgerald Anders Järryd        | 7-5, 7-64, 5-7, 6-3       |
| ATP Tour World Championships    |                         |                         |                                     |                                      |                           |
| 1990                            | Sanctuary Cove          | Tapijt (i)              | Guy Forget Jakob Hlasek             | Sergio Casal Emilio Sánchez          | 6-4, 7-65, 5-7, 6-4       |
| 1991                            | Johannesburg            | Tapijt (i)              | John Fitzgerald Anders Järryd       | Ken Flach Robert Seguso              | 6-4, 6-4, 2-6, 6-4        |
| 1992                            | Johannesburg            | Tapijt (i)              | Todd Woodbridge Mark Woodforde      | John Fitzgerald Anders Järryd        | 6-2, 7-64, 5-7, 3-6, 6-3  |
| 1993                            | Johannesburg            | Tapijt (i)              | Jacco Eltingh Paul Haarhuis         | Todd Woodbridge Mark Woodforde       | 7-64, 7-65, 6-4           |
| 1994                            | Jakarta                 | Tapijt (i)              | Jan Apell Jonas Björkman            | Todd Woodbridge Mark Woodforde       | 6-4, 4-6, 4-6, 7-65, 7-66 |
| 1995                            | Eindhoven               | Tapijt (i)              | Grant Connell Patrick Galbraith     | Jacco Eltingh Paul Haarhuis          | 7-66, 7-66, 3-6, 7-62     |
| 1996                            | Hartford                | Tapijt (i)              | Todd Woodbridge Mark Woodforde      | Sébastien Lareau Alex O'Brien        | 6-4, 5-7, 6-2, 7-63       |
| 1997                            | Hartford                | Hardcourt (i)           | Rick Leach Jonathan Stark           | Mahesh Bhupathi Leander Paes         | 6-3, 6-4, 7-63            |
| 1998                            | Hartford                | Hardcourt (i)           | Jacco Eltingh Paul Haarhuis         | Mark Knowles Daniel Nestor           | 6-4, 6-2, 7-5             |
| 1999                            | Hartford                | Hardcourt (i)           | Sébastien Lareau Alex O'Brien       | Mahesh Bhupathi Leander Paes         | 6-3, 6-2, 6-2             |
| Tennis Masters Cup              |                         |                         |                                     |                                      |                           |
| 2000                            | Bangalore               | Hardcourt (i)           | Donald Johnson Piet Norval          | Mahesh Bhupathi Leander Paes         | 7-68, 6-3, 6-4            |
| ATP World Doubles Challenge Cup |                         |                         |                                     |                                      |                           |
| 2001                            | Bangalore               | Hardcourt (i)           | Ellis Ferreira Rick Leach           | Petr Pála Pavel Vízner               | 6-76, 7-62, 6-4, 6-4      |
| 2002                            | Geen dubbelspeltoernooi | Geen dubbelspeltoernooi | Geen dubbelspeltoernooi             | Geen dubbelspeltoernooi              | Geen dubbelspeltoernooi   |
| Tennis Masters Cup              |                         |                         |                                     |                                      |                           |
| 2003                            | Houston                 | Hardcourt               | Bob Bryan Mike Bryan                | Michaël Llodra Fabrice Santoro       | 6-76, 6-3, 3-6, 7-63, 6-4 |
| 2004                            | Houston                 | Hardcourt               | Bob Bryan Mike Bryan                | Wayne Black Kevin Ullyett            | 4-6, 7-5, 6-4, 6-2        |
| 2005                            | Shanghai                | Tapijt (i)              | Michaël Llodra Fabrice Santoro      | Leander Paes Nenad Zimonjić          | 6-76, 6-3, 7-64           |
| 2006                            | Shanghai                | Hardcourt (i)           | Jonas Björkman Maks Mirni           | Mark Knowles Daniel Nestor           | 6-2, 6-4                  |
| 2007                            | Shanghai                | Hardcourt (i)           | Mark Knowles Daniel Nestor          | Simon Aspelin Julian Knowle          | 6-2, 6-3                  |
| 2008                            | Shanghai                | Hardcourt (i)           | Daniel Nestor Nenad Zimonjić        | Bob Bryan Mike Bryan                 | 7-63, 6-2                 |
| ATP World Tour Finals           |                         |                         |                                     |                                      |                           |
| 2009                            | Londen                  | Hardcourt (i)           | Bob Bryan Mike Bryan                | Maks Mirni Andy Ram                  | 7-65, 6-3                 |
| 2010                            | Londen                  | Hardcourt (i)           | Daniel Nestor Nenad Zimonjić        | Mahesh Bhupathi Maks Mirni           | 7-66, 6-4                 |
| 2011                            | Londen                  | Hardcourt (i)           | Maks Mirni Daniel Nestor            | Mariusz Fyrstenberg Marcin Matkowski | 7-5, 6-3                  |
| 2012                            | Londen                  | Hardcourt (i)           | Marcel Granollers Marc López        | Mahesh Bhupathi Rohan Bopanna        | 7-5, 3-6, [10-3]          |
| 2013                            | Londen                  | Hardcourt (i)           | David Marrero Fernando Verdasco     | Bob Bryan Mike Bryan                 | 7-5, 6-73, [10-7]         |
| 2014                            | Londen                  | Hardcourt (i)           | Bob Bryan Mike Bryan                | Ivan Dodig Marcelo Melo              | 6-75, 6-2, [10-7]         |
| 2015                            | Londen                  | Hardcourt (i)           | Jean-Julien Rojer Horia Tecău       | Rohan Bopanna Florin Mergea          | 6-4, 6-3                  |
| 2016                            | Londen                  | Hardcourt (i)           | Henri Kontinen John Peers           | Raven Klaasen Rajeev Ram             | 2-6, 6-1, [10-8]          |
| ATP Finals                      |                         |                         |                                     |                                      |                           |
| 2017                            | Londen                  | Hardcourt (i)           | Henri Kontinen John Peers           | Łukasz Kubot Marcelo Melo            | 6-4, 6-2                  |
| 2018                            | Londen                  | Hardcourt (i)           | Mike Bryan Jack Sock                | Pierre-Hugues Herbert Nicolas Mahut  | 5-7, 6-1, [13-11]         |
| 2019                            | Londen                  | Hardcourt (i)           | Pierre-Hugues Herbert Nicolas Mahut | Raven Klaasen Michael Venus          | 6-3, 6-4                  |
| 2020                            | Londen                  | Hardcourt (i)           | Wesley Koolhof Nikola Mektić        | Jürgen Melzer Édouard Roger-Vasselin | 6-2, 3-6, [10-5]          |
| 2021                            | Turijn                  | Hardcourt (i)           | Pierre-Hugues Herbert Nicolas Mahut | Rajeev Ram Joe Salisbury             | 6-4, 7-6(0)               |
| 2022                            | Turijn                  | Hardcourt (i)           | Rajeev Ram Joe Salisbury            | Nikola Mektić Mate Pavić             | 7–6(4), 6–4               |
| 2023                            | Turijn                  | Hardcourt (i)           | Rajeev Ram Joe Salisbury            | Marcel Granollers Horacio Zeballos   | 6-3, 6-4                  |
| 2024                            | Turijn                  | Hardcourt (i)           | Kevin Krawietz Tim Pütz             | Marcelo Arévalo Mate Pavić           | 7–6(5), 7–6(6)            |

## Statistieken

### Baansnelheid
| Court Pace Index                                     |
| ---------------------------------------------------- |
|                                                      |
| ■ Traag ■ Medium traag ■ Medium ■ Medium snel ■ Snel |

Bronnen: The Racquet Court Speed Data, Court Pace Index: Tennis court speeds Tennis Warehouse Forum, The Speed of the Courts in 2017 perfect-tennis.com, @Vestige_du_jour, @ChipundCharge
 Tokio: 1970 ·  Parijs: 1971 ·  Barcelona: 1972 ·  Boston: 1973 ·  Melbourne: 1974 ·  Stockholm: 1975 ·  Houston: 1976 ·  New York: 1977 · 1978 · 1979 · 1980 · 1981 · 1982 · 1983 · 1984 · 1985 · 1986 · 1987 · 1988 · 1989 ·  Frankfurt: 1990 · 1991 · 1992 · 1993 · 1994 · 1995 ·  Hannover: 1996 · 1997 · 1998 · 1999 ·  Lissabon: 2000 ·  Sydney: 2001 ·  Shanghai: 2002 ·  Houston: 2003 · 2004 ·  Shanghai: 2005 · 2006 · 2007 · 2008 ·  Londen: 2009 · 2010 · 2011 · 2012 · 2013 · 2014 · 2015 · 2016 · 2017 · 2018 · 2019 · 2020 ·  Turijn: 2021 · 2022 · 2023 · 2024 · 2025
ITF-toernooien (mannen en vrouwen)

ATP-toernooien (mannen) – ATP-seizoen 2025

WTA-toernooien (vrouwen) – WTA-seizoen 2025

Voormalige toernooien mannen
Voormalige toernooien vrouwen
Voormalige amateurtoernooien